# پایگاه هوایی سپاه تفنگداران میرامار
پایگاه هوایی سپاه تفنگداران میرامار (به انگلیسی: Marine Corps Air Station Miramar) (به زبان بومی: Mitscher Field) که به آن (پایگاه هوایی میرامار سپاه تفنگداران دریایی ایالات متحده) نیز گفته می‌شود یک فرودگاه نظامی با کد یاتا NKX است که یک باند فرود بتن دارد و طول باند آن ۳۶۵۸ متر است. این فرودگاه در کشور ایالات متحده آمریکا قرار دارد و در ارتفاع ۱۴۶ متری از سطح دریا واقع شده‌است. ستاد فرماندهی بال ۳ هوایی تفنگداران دریایی در این پایگاه قرار دارد.